# Frederick Goodfellow
Frederick William Goodfellow (Cambridge, luglio 1874 – Croydon, 22 novembre 1960) è stato un tiratore di fune britannico.

## Biografia
Ha partecipato ai giochi olimpici di Londra del 1908, dove ha vinto, con la squadra della City of London Police, la medaglia d'oro nel tiro alla fune, vincendo la finale con la squadra britannica della Liverpool Police.

## Palmarès
In carriera ha conseguito i seguenti risultati:
- Giochi olimpici

Londra 1908: oro nel tiro alla fune.